# Supercopa Turca de Voleibol Masculino de 2015
A Supercopa Turca de Voleibol Masculino  de 2015 foi a sétimo edição desta competição organizada pela  FTV. Participaram do torneio duas equipes, os campeões da Liga A Turca e da Copa da Turquia.

## Sistema de disputa
O Campeonato foi disputado em um jogo único.

## Equipes participantes
Equipes que disputaram a Supercopa de Voleibol de 2015:

### Masculino
| Equipe      | Cidade  | Qualificação                            | Última participação |
| ----------- | ------- | --------------------------------------- | ------------------- |
| Arkas SK    | Esmirna | Campeão da Liga A Turca 2014–15         | 2013                |
| Halkbank SK | Ankara  | Vice-campeão da Copa da Turquia 2014-15 | 2014                |

## Resultado
| 27 de outubro de 2017 19:00 Relatório | Arkas SK | 0 — 3             | Halkbank SK | Cengiz Göllü Voleybol Salonu, Bursa Público: 750 |
| 27 de outubro de 2017 19:00 Relatório | 17 16    | Set 1 Set 2 Set 3 | 25          | Cengiz Göllü Voleybol Salonu, Bursa Público: 750 |

## Premiações
| Supercopa Masculina de 2015     |
| Turquia                         |
| ------------------------------- |
| Halkbank SK Campeão (3º título) |